# Courtempierre
Courtempierre é uma comuna francesa na região administrativa do Centro, no departamento Loiret. Estende-se por uma área de 13,15 km². Em 2010 a comuna tinha 240 habitantes (densidade: 18,3 hab./km²).